# Elastomer
Un elastomer este o substanță de origine naturală sau sintetică, ce prezintă atât proprietăți plastice cât și elastice, asemănătoare cu cele ale cauciucului.

## Exemple
- Cloropren, policloropren, Neopren, derivați de butadienă
- Cauciuc butadien-stirenic (produsul de coplimerizare al stirenului cu butadiena)
- Cauciuc poliizoprenic, reprezentat de cauciucul natural și gutaperca